# Liste des gares de la wilaya de Sétif
La liste des gares de la wilaya de Sétif, est une liste des gares ferroviaires situées dans la wilaya de Sétif, en Algérie.

## Gares ferroviaires dans la wilaya
La wilaya de Sétif compte cinq gares dont trois sont fermées. Les gares en service sont exploitées par la Société nationale des transports ferroviaires (SNTF).
| Gare                        | Commune     | Lignes         | Remarques   |
| --------------------------- | ----------- | -------------- | ----------- |
| Gare de Bir El Arch         | Bir El Arch | Alger à Skikda | Gare fermée |
| Gare d'El Eulma             | El Eulma    | Alger à Skikda |             |
| Gare de Hammam Ouled Yelles | Mezloug     | Alger à Skikda | Gare fermée |
| Gare de Mezloug             | Mezloug     | Alger à Skikda | Gare fermée |
| Gare de Sétif               | Sétif       | Alger à Skikda |             |

| \| Bir El Arch El Eulma Hammam Ouled Yelles Mezloug Sétif \| Localisation des gares de la wilaya de Sétif |
| Bir El Arch El Eulma Hammam Ouled Yelles Mezloug Sétif                                                    |

## Lignes ferroviaires dans la wilaya
La wilaya est traversée par une ligne : la ligne d'Alger à Skikda.